# José Carlos de Oliveira
José Carlos de Oliveira CSsR (ur. 14 marca 1931 w Aparecida w stanie São Paulo) – brazylijski duchowny rzymskokatolicki, redemptorysta, prałat terytorialny Rubiataba-Mozarlândia w latach 1979–2008 (od 4 grudnia 1979 biskup diecezjalny Rubiataba-Mozarlândia), od 2008 biskup senior diecezji Rubiataba-Mozarlândia.

## Życiorys
José Carlos de Oliveira urodził się 14 marca 1931 w Aparecida w stanie São Paulo. Po ukończeniu szkoły średniej, wstąpił do Zgromadzenia Najświętszego Odkupiciela i podjął studia filozoficzno–teologiczne w seminarium duchownym. Śluby zakonne złożył 2 lutego 1952, a święcenia prezbiteratu przyjął 27 stycznia 1957.
14 września 1979 papież Jan Paweł II prekonizował go prałatem terytorialnym Rubiataba-Mozarlândia, a święcenia biskupie otrzymał 25 listopada 1979. Głównym konsekratorem był arcybiskup Carmine Rocco – nuncjusz apostolski w Brazylii, zaś współkonsekratorami byli Juvenal Roriz, arcybiskup metropolita Juiz de Fora, i biskup Aloísio Ariovaldo Amaral, biskup diecezjalny Limeira. 4 grudnia 1979 w związku z utworzeniem diecezji Rubiataba-Mozarlândia został wyniesiony do godności biskupa diecezjalnego.
27 lutego 2008 papież Benedykt XVI przyjął jego rezygnację z obowiązków biskupa diecezjalnego Rubiataba-Mozarlândia.